# Gallo y gallina dorados
El Gallo y gallina dorados (en idioma chino :金黄公鸡与母鸡), es una pintura coreana realizada durante la dinastía Joseon. La pintura, que pertenece a comienzos del siglo XIX, fue hecha por un artista desconocido. Mide aproximadamente 114,3 cm de altura y 45,7 cm de ancho y con los elementos decorativos, la pintura completa un tamaño de 200.7 cm de altura y 62.9 cm de ancho.
Esta obra artística representa una combinación de dos temas establecidos de la pintura coreana: pájaros y flores. También consta de diez símbolos de longevidad: el sol, las montañas devoradoras, las rocas, las nubes, los pinos, las tortugas, grullas, ciervos y setas. En la escena central, se encuentra un gallo y una gallina respectivamente colocados en un árbol y una roca. Esto representa fortuna y futuro. Actualmente, la pintura se muestra en el Museo Metropolitano de Arte, Nueva York, Estados Unidos.

## Descripción
En la cultura tradicional china, sl gallo se le había otorgado un lugar significativo. Los antiguos chinos creían que el gallo era una especie de animal moral con excelentes cualidades. Este aspecto también afectó a los países asiáticos vecinos.
En la dinastía Joseon de la península de Corea, las criaturas favorables como el tigre, el dragón, la grulla y el venado fueron representados en una serie de obras de arte que demuestran la importancia y la universalidad de estas criaturas a la arte y la cultura coreanos. La pintura Gallo y gallina dorados se creó a comienzos del siglo XIX, durante la dinastía Joseon de la península coreana. Tiene unas medidas de 114,3 cm de altura y 45,7 cm de ancho. Con los elementos decorativos externos, la pieza completa la medida de 200.7 cm de altura y 62.9 cm de ancho. Debido a la falta de documentación, el artista y la fecha de creación específica de la pintura no han podido ser identificado.

## Exposiciones
En 1919, esta pintura fue donada al Museo Metropolitano de Arte de Nueva York por la Fundación Rogers. Entre 1984 y 2015, la pintura se ha prestado para su exhibición durante siete veces en:
- Nueva York. Galería de la Casa de Asia. "Korean Folk Art", del 8 de diciembre de 1983 al 22 de enero de 1984.
- Museo de Arte de Nueva Orleans. "Korean Folk Art", 11 de febrero de 1984 a 25 de marçde 1984.
- Honolulu. Honolulu Museum of Art "Korean Folk Art", del 14 de abril de 1984 al 27 de mayo de 1984.
- Asian Art Museum of San Francisco . "Korean Folk Art", del 15 de  junio de 1984 al 29 de julio de 1984.
- Tulsa. Philbrook Art Center. "Korean Folk Art", del 18 de agosto de 1984 al 14 de octubre de 1984.
- Los Ángeles. Museo de Arte del Condado de Los Ángeles. "Korean Folk Art", del 8 de noviembre de 1984 al 6 de enero de 1985.